# Greenwood (Illinois)
Greenwood és una vila dels Estats Units a l'estat d'Illinois. Segons el cens del 2000 tenia 244 habitants.

## Demografia
Segons el cens del 2000, Greenwood tenia 244 habitants, 84 habitatges, i 66 famílies. La densitat de població era de 60,4 habitants/km².
Dels 84 habitatges en un 34,5% hi vivien nens de menys de 18 anys, en un 64,3% hi vivien parelles casades, en un 6% dones solteres, i en un 21,4% no eren unitats familiars. En el 16,7% dels habitatges hi vivien persones soles el 4,8% de les quals corresponia a persones de 65 anys o més que vivien soles. El nombre mitjà de persones vivint en cada habitatge era de 2,9 i el nombre mitjà de persones que vivien en cada família era de 3,27.
Per edats la població es repartia de la següent manera: un 29,1% tenia menys de 18 anys, un 6,6% entre 18 i 24, un 28,3% entre 25 i 44, un 25% de 45 a 60 i un 11,1% 65 anys o més.
L'edat mediana era de 38 anys. Per cada 100 dones de 18 o més anys hi havia 101,2 homes.
La renda mediana per habitatge era de 56.250 $ i la renda mediana per família de 65.179 $. Els homes tenien una renda mediana de 40.000 $ mentre que les dones 32.708 $. La renda per capita de la població era de 19.216 $. Aproximadament el 3,2% de les famílies i el 7,2% de la població estaven per davall del llindar de pobresa.

## Poblacions properes
El següent diagrama mostra les poblacions més properes.